# عجلة الحظ (آلة)

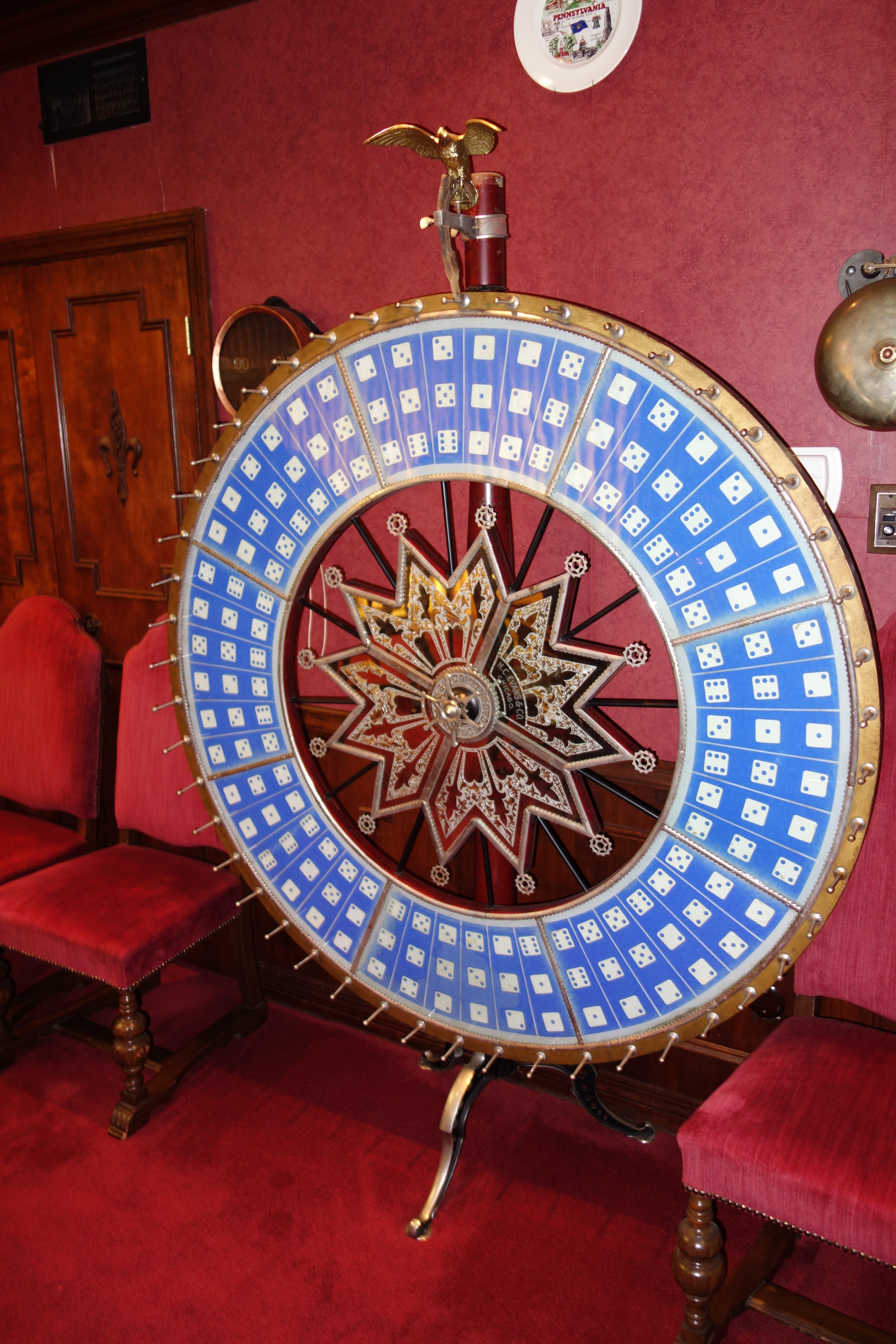
عجلة الحظ.

عجلة الحظ هي عجلة دوّارة تُستخدم لفرز الأسماء عن طريق سهم يُوضع في اتجاه مُعيّن يُحدد الطرف الفائز بالحظ. هذه العجلة تُستخدم في المُسابقات والقرعة والقمار وأمور أخرى.